# Dreaming of England
Dreaming of England (Originaltitel: Sommaren 85) ist eine schwedische Dramedy-Serie aus dem Jahr 2020. Die Serie wurde von Emma Hamberg und Denize Karabuda entwickelt und von ART & BOB für den schwedischen Sender SVT produziert. In Deutschland erschien sie auf Arte.

## Inhalt
Die Serie spielt im Sommer 1985 in der fiktiven schwedischen Kleinstadt Braxinge. Im Mittelpunkt stehen drei Generationen von Frauen: die 15-jährige Lena, ihre alleinerziehende Mutter Åsa und ihre Großmutter Barbro. Lena träumt von einer Sprachreise nach England, während Åsa versucht, das nötige Geld dafür aufzubringen. Barbro hingegen plant ein großes Stadtfest, das „Würstchenfest“, um Braxinge bekannter zu machen. Im Verlauf der Serie erkennen alle drei Frauen, dass es an der Zeit ist, sich von den Erwartungen ihrer Umgebung zu lösen und ihren eigenen Weg zu gehen.

## Produktion
Dreaming of England wurde von der Produktionsfirma ART & BOB für den schwedischen Sender SVT produziert. Die Drehbücher zur Serie stammen von Emma Hamberg und Denize Karabuda. Als Producer fungierte Anette Brantin und Regie führten Kristina Kjellin und Mikael Syrén. Die Musik zur Serie komponierten Karl Frid, Pär Frid und Ludvig Klint.